# Les Hauts (La Réunion)
« Les Hauts » redirige ici. Pour les articles homophones, voir Léau, Léaud et Léo.

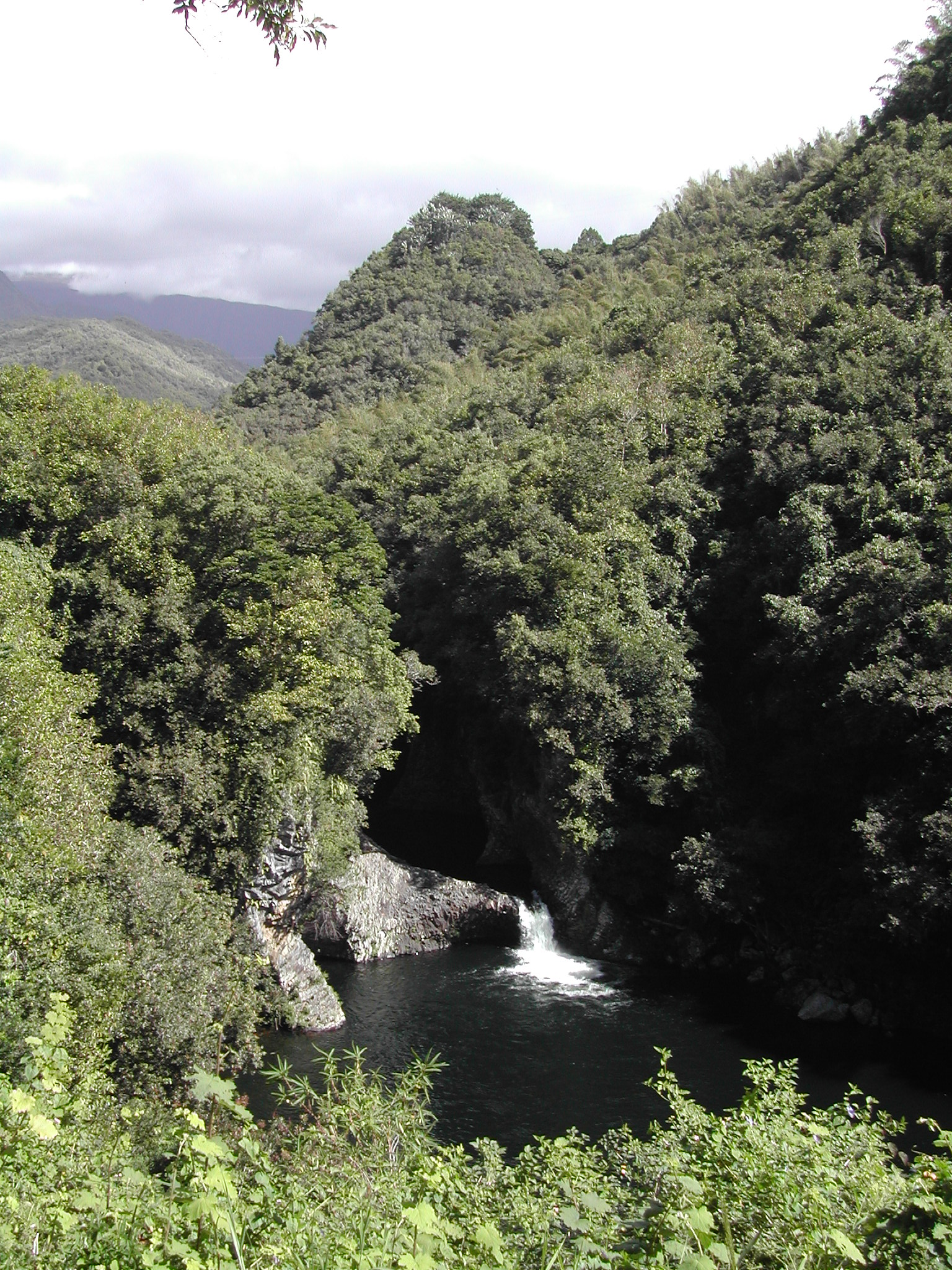
Un bassin des Hauts de l'Est.

On parle des Hauts pour désigner l'ensemble des sites de La Réunion qui ne sont pas littoraux, soit une vaste zone couvrant l'essentiel de l'île et dont le relief est escarpé.

## Histoire
Les premiers habitants des Hauts ont été les esclaves en fuite appelés « marrons ». Ils sont par la suite rejoints, durant les dernières décennies du XIXe siècle, par les Blancs sans terres poussés par la réserve d'espaces disponibles, aujourd'hui encore appelés « Petits Blancs des Hauts » ou « Yabs ».

## Géographie
La population des Hauts reste une population rurale plus lourdement frappée par le chômage que le reste de l'île, déjà peu épargné. Aussi, un Commissariat à l'Aménagement des Hauts a été fixé il y a quelques années pour contribuer au développement durable de ce territoire au fort potentiel touristique.
Le territoire sur lequel il est compétent est délimité par un périmètre d'aménagement des Hauts redéfini par décret le 26 décembre 1994. Toutes les communes réunionnaises sont concernées, sauf Le Port. Les territoires communaux de Cilaos, la Plaine-des-Palmistes et Salazie sont même entièrement situés dans les Hauts. C'est aussi le cas de celui de Saint-Philippe, qui possède pourtant une importante façade littorale.

## Projet de parc national
Le parc national de la Réunion, qui a vu le jour le 5 mars 2007 couvre les Hauts de l'île.
En fait, l'idée de créer un parc naturel à la Réunion a été lancée à partir de 1992. En 1995, la Charte réunionnaise de l'environnement et le Schéma d'aménagement régional fixent le principe de la création de ce parc naturel en faveur du développement durable des Hauts, alliant protection du patrimoine et développement économique. Le 6 novembre 2000, le Ministre de l'Aménagement du territoire et de l'Environnement annonce le choix de la formule du parc national et lance la procédure en vue de sa création.
Le 7 février 2001, le préfet, le président du Conseil régional Paul Vergès et le président du Conseil général Jean-Luc Poudroux signent le protocole pour la création du parc national des Hauts de La Réunion. Des études sont menées, et la mission engage une phase intense de concertation, de réunions-débats, de communication et de négociation qui aboutit à l'adoption le 12 mars 2003 par le comité de pilotage du « Projet parc national des Hauts », définissant les principes pour la création d'un « parc national de nouvelle génération ».

## Livres
Le personnage principal du livre Le Chercheur d'Or de J. M. G. Le Clézio passe plusieurs fois dans les Hauts de La Réunion à la poursuite d'une habitante locale.